# Дешу, Адальберт
А́дальберт Де́шу (рум. Adalbert Deşu), при рождении — Бе́ла Де́жё (венг. Dezső Béla; 24 марта 1909 — 6 июня 1937) — румынский венгерский футболист, нападающий, участник первого чемпионата мира по футболу в составе сборной Румынии.

## Биография
Адальберт Дешу начал футбольную карьеру в родном городе Гэтая. Затем два года играл за клуб «Решица». В 1929 году он начал выступать за сборную страны. В первом же товарищеском матче против Болгарии Дешу забил гол. Через год вместе с командой Дешу отправился на первый чемпионат мира в Уругвай. Дешу забил самый быстрый гол чемпионата уже через 50 секунд после начал первого матча против сборной Перу. Эта игра оказалась для румынской сборной удачной, в итоге они добились победы — 3:1. Зато в следующей встрече уступили хозяевам 0:4 и закончили своё выступление на турнире. Дешу выходил на поле в матче с уругвайцами, но ничем не помог команде. Эта игра стала для него последней в футболке национальной сборной.
| Матчи и голы Адальберта Дешу за сборную Румынии | Матчи и голы Адальберта Дешу за сборную Румынии | Матчи и голы Адальберта Дешу за сборную Румынии | Матчи и голы Адальберта Дешу за сборную Румынии | Матчи и голы Адальберта Дешу за сборную Румынии | Матчи и голы Адальберта Дешу за сборную Румынии | Матчи и голы Адальберта Дешу за сборную Румынии |
| ----------------------------------------------- | ----------------------------------------------- | ----------------------------------------------- | ----------------------------------------------- | ----------------------------------------------- | ----------------------------------------------- | ----------------------------------------------- |
| №                                               | Дата                                            | Место проведения                                | Соперник                                        | Счёт                                            | Голы                                            | Турнир                                          |
| 1                                               | 15 сентября 1929                                | София, Болгария                                 | Болгария                                        | 3:2                                             | 1                                               | Товарищеский матч                               |
| 2                                               | 6 октября 1929                                  | Бухарест, Румыния                               | Югославия                                       | 2:1                                             | -                                               | Балканский Кубок 1929-31                        |
| 3                                               | 4 мая 1930                                      | Белград, Югославия                              | Югославия                                       | 1:2                                             | 1                                               | King Alexandru’s Cup 1930                       |
| 4                                               | 25 мая 1930                                     | Бухарест, Румыния                               | Греция                                          | 8:1                                             | -                                               | Балканский Кубок 1929-31                        |
| 5                                               | 14 июля 1930                                    | Монтевидео, Уругвай                             | Перу                                            | 3:1                                             | 1                                               | Чемпионат мира 1930                             |
| 6                                               | 21 июля 1930                                    | Монтевидео, Уругвай                             | Уругвай                                         | 0:4                                             | -                                               | Чемпионат мира 1930                             |

Итого: 6 матчей / 3 гола; 4 победы, 0 ничьих, 2 поражения.
После чемпионата мира Дешу некоторое время играл за клуб «Банатул» из Тимишоары, но вскоре был вынужден уйти из футбола. В 1937 году он умер от пневмонии в возрасте 28 лет.